# Anton Henri Sloet van Oldruitenborgh

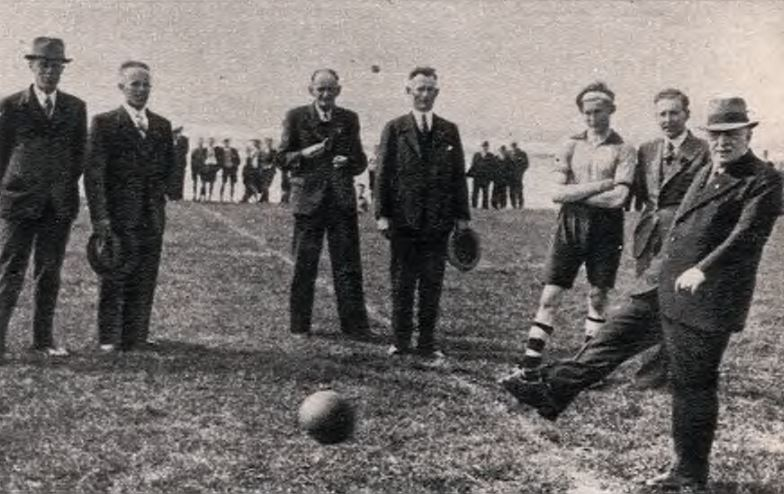
Ingebruikname voetbalveld voetbalvereniging Voorwaarts, burgemeester A.H. baron Sloet van Oldruitenborgh doet de aftrap (1940)

Anton Henri baron Sloet van Oldruitenborgh (Vollenhove, 13 december 1880 − Tiel, 24 december 1950) was een Nederlands burgemeester.

## Biografie
Sloet was een telg uit het oud-adellijke geslacht Sloet en een zoon van burgemeester Anthony baron Sloet van Oldruitenborgh (1851-1935) en Frederika Margaretha barones Lewe van Middelstum (1860-1925). Hij werd per 16 september 1921 benoemd tot burgemeester van Heerewaarden en zou dat bijna 25 jaar blijven, tot 1 april 1946. Tijdens zijn burgemeesterschap vonden er geen incidenten plaats. Wel werd onder druk van de gemeenteraad in 1938 de voordracht van een gemeentesecretaris door hem ter vernietiging bij de Kroon voorgedragen; deze voordracht was gevolgd op het ontslag per 1 januari van dat jaar van de 85-jarige G. Janssen die 57 jaar gemeentesecretaris was geweest en die in een interview bij zijn afscheid aangaf dat er sinds zijn aanstelling in 1880 maar weinig in de gemeente was veranderd.
Begin 1940 boden de erven van Sloets vader, onder wie dus hij, de sinds twee eeuwen in het geslacht zijnde Oldruitenborgh te koop aan; de inboedel was al direct in 1935 na het overlijden van hun vader ter veiling verkocht. Sloet overleed, ongehuwd, in 1950 op net 70-jarige leeftijd.